# Златни гран при Шангаја
Златни гран при Шангаја је годишњи међународни атлетски митинг који се одржава у Шангају на стадиону Шангај. Први митинг је одржан 2005, који се одржавао у другој половини септембра, а бодови које су такмичари на њему освајали рачунали су се за квалификацију на гран при ИААФ Гран при за наредну сезону. Од 2010. одржава се у пролеће као други од 14 митинга ИААФ Дијамантске лиге.

## Рекорди митинга

### Мушкарци
| Дисциплина       | Рекорд             | Атлетичар                 | Земља            | Датум               | Реф.  |
| ---------------- | ------------------ | ------------------------- | ---------------- | ------------------- | ----- |
| 100 м            | 9,69 (+2,0 м/с)    | Тајсон Геј                | Сједињене Државе | 20. септембар 2009. | [ 1 ] |
| 200 м            | 19,76 (-0,8 м/с)   | Јусејн Болт               | Јамајка          | 23. мај 2010.       |       |
| 400 м            | 44,02              | Џереми Воринер            | Сједињене Државе | 28. септембар 2007. |       |
| 400 м            | 44,02              | Кирани Џејмс              | Гренада          | 18. мај 2013.       |       |
| 800 м            | 1:44,63            | Вилфред Бунгеји           | Кенија           | 20. септембар 2008. | [ 2 ] |
| 1.500 м          | 3:31,42            | Никсон Чепсеба            | Кенија           | 15. мај 2011        |       |
| 3.000 м          | 7:36,42            | Кенениса Бекеле           | Етиопија         | 17. септембар 2005  |       |
| 5.000 м          | 13:04,83           | Јенев Алмирев             | Етиопија         | 18 mai 2014         | [ 3 ] |
| 110 м препоне    | 12;12 (+0,4 м/с)   | Љу Сјанг                  | Кина             | 19. мај 2012.       | [ 4 ] |
| 400 м препоне    | 48,77              | Мајкл Тинсли              | Сједињене Државе | 18. мај 2014.       | [ 5 ] |
| 3.000 м препреке | 8:01,16            | Консеслус Кипруто         | Кенија           | 18. мај 2013.       |       |
| Скок увис        | 2,38 м             | Мутаз Еса Баршим          | Катар            | 17. мај 2015.       |       |
| Скок мотком      | 5,92 м             | Рено Лавилени             | Француска        | 18. мај 2014        | [ 6 ] |
| Скок удаљ        | 8,44 (+0,8 м/с)    | Мајкл Ват                 | Аустралија       | 15. мај 2011.       |       |
| Троскок          | 17,24 м (+0,7 м/с) | Филипс Идову              | ВБ               | 19. мај 2012        |       |
| Бацање кугле     | 21,73 м            | Кристијан Кантвел         | Сједињене Државе | 18. мај 2014.       | [ 7 ] |
| Бацање диска     | 69,69 м            | Золтан Кеваго             | Мађарска         | 23. мај 2010.       |       |
| Бацање копља     | 89,21 м            | Ихаб Абделрахман ел Сајед | Египат           | 18. мај 2014        | [ 8 ] |

### Жене
| Дисциплина       | Рекорд             | Атлетичар            | Земља            | Датум               | Реф.   |
| ---------------- | ------------------ | -------------------- | ---------------- | ------------------- | ------ |
| 100 м            | 10,64 (+ 1,2 м/с)  | Кармелита Џетер      | Сједињене Државе | 20. септембар 2009  |        |
| 200 м            | 22,36 (+ 1,4 м/с)  | Блесинг Окагбаре     | Нигерија         | 18. мај 2014.       | [ 9 ]  |
| 400 м            | 49,63              | Новлин Вилијамс-Милс | Јамајка          | 23. септембар 2006. | [ 10 ] |
| 800 м            | 1:58,58            | Хасна Бенхаси        | Мароко           | 17. септембар 2005  |        |
| 1.500 м          | 3:57,77            | Гензебе Дибаба       | Етиопија         | 19. мај 2012.       |        |
| 5.000 м          | 14:14,32           | Алмаз Ајана          | Етиопија         | 17. мај 2015.       |        |
| 100 м препоне    | 12,56 (+0,5 м/с)   | Дон Харпер           | Сједињене Државе | 20. септембар 2008. |        |
| 100 м препоне    | 12,56 (- 0,7 м/с)  | Бриџет Фостер-Хилтон | Јамајка          | 20. септембар 2009. |        |
| 100 м препоне    | 12,56 (- 0,7 м/с)  | Дон Харпер           | Сједињене Државе | 20. септембар 2009. |        |
| 400 м препоне    | 53:34              | Лашинда Димас        | Сједињене Државе | 23. мај 2010.       |        |
| 3.000 m препреке | 9:15,81            | Милка Чемос Чејва    | Кенија           | 19. мај 2012.       |        |
| Скок увис        | 2,2 м              | Бланка Влашић        | Хрватска         | 28. септембар 2007. |        |
| Скок мотком      | 4,85 м             | Јелена Исинбајева    | Русија           | 20. септембар 2009. |        |
| Скок удаљ        | 6,86 м             | Блесинг Окагбаре     | Нигерија         | 18. мај 2014.       | [ 11 ] |
| Троскок          | 14,89 м (+1,0 м/с) | Олга Рипакова        | Казахстан        | 23. мај 2010.       |        |
| Бацање кугле     | 20,70 м            | Надзеја Астапчук     | Белорусија       | 23. мај 2010.       |        |
| Бацање диска     | 70,52 м            | Сандра Перковић      | Хрватска         | 18. мај 2013.       | [ 12 ] |
| Бацање копља     | 64,08 м            | Хуихуи Лу            | Кина             | 17. мај 2015.       |        |